# Armand Morins
Armand Morins, de son vrai nom Joseph Monsire, né Joseph Fontanou le 31 mai 1866 dans le 6e arrondissement de Paris et mort le 23 novembre 1952 dans le 19e arrondissement de Paris, est un acteur et un auteur dramatique français de la première moitié du XXe siècle.

## Biographie

### Jeunesse et famille
Joseph Fontanou naît à Paris en 1866, fils naturel de Victoire Fontanou, domestique. En 1872, sa mère, sous le nom de Victoire Fontanau, le reconnaît officiellement à la mairie du 7e arrondissement, en présence d'Auguste Monsire, ébéniste, qu'elle épouse quatre ans plus tard,,. Joseph Fontanou, légitimé par ce mariage, prend le patronyme de Monsire.
Joseph Monsire se marie en 1903 avec Julie Laroumet, artiste, puis se remarie en 1919, après son divorce, avec Elvire Laure Piessé, artiste lyrique.
Sa fille Huguette a été actrice, sous le nom d'Huguette Morins, des années 1930 aux années 1950.

### Carrière
Joseph Monsire prend pour nom de scène Armand Morins.
Malgré une présence sur scène et à l'écran pendant près de 50 ans, on ne sait pratiquement rien d'Armand Morins sinon que pendant sa longue carrière, il a été pensionnaire des théâtres Déjazet, du Palais-Royal et du Châtelet à Paris, et du théâtre Michel à Saint-Pétersbourg.
Il tient son dernier rôle dans Mission spéciale, un film de Maurice de Canonge sorti en mars 1946.
Armand Morins meurt en 1952, en son domicile parisien du 54, rue Botzaris,. Il est inhumé quatre jours plus tard au cimetière parisien de Pantin, dans la sépulture de la famille,.

## Carrière au théâtre

### Comme comédien
- 1896 : Le Beau-père, comédie-vaudeville en un acte d'Eugène Cormon et Jules Chabot de Bouin, au théâtre des Fantaisies-Nouvelles (avril)[10]
- 1901 : Le Savetier de la rue Quincampoix, drame en cinq actes d'Adolphe Dennery et Hector Crémieux, au théâtre de Belleville (juin) : Papillon[11]
- 1901 : Le Coup de Fouet, pièce en trois actes de Maurice Hennequin et Georges Duval, au théâtre de Belleville (juin) : Barisart-Corniallac
- 1902 : La Dame de chez Maxim, pièce en trois actes de Georges Feydeau, au théâtre Montparnasse : le docteur Lucien Petypon
- 1902 : La Bande à Léon, pièce en 3 actes de Tristan Bernard, au théâtre des Nouveautés (6 février) : Binjoin
- 1903 : Corignan contre Corignan, vaudeville en trois actes de Georges Rolle et Jean Gascogne, au théâtre Déjazet (29 décembre) : Corignan
- 1904 : Les Fricoteurs, pièce militaire en un acte de Paul Antier et Georges Blaess, au théâtre Déjazet (11 février) : La Godaille
- 1904 : La Famille Pont-Biquet, comédie en 3 actes d'Alexandre Bisson, au théâtre Déjazet (8 mars) : La Reynette
- 1904 : Le Père Suroit, pièce en un acte d'Albert Lambert, au théâtre Déjazet (juin) : le père Suroit
- 1904 : Tire-au-flanc, pièce d'André Mouëzy-Eon et André Sylvane, au théâtre Déjazet (10 novembre) : Turlot
- 1905 : Les Jurons de Cadillac, pièce de Pierre Berton, au théâtre Déjazet (27 octobre)
- 1908 : L'Enfant de ma sœur, pièce en trois actes d'André Mouëzy-Eon et Francheville, au théâtre Déjazet (12 novembre) : Napoléon Premié[12]
- 1910 : Arsène Lupin contre Herlock Sholmès, d'après la nouvelle policière de Maurice Leblanc, au théâtre du Châtelet (18 décembre) : Nazir Pacha[13]
- 1911 : Le Coup du berger, vaudeville en trois actes d'Alexandre Bisson et Marc Sonal, au théâtre du Palais-Royal (29 juillet) : Cabibol, le berger
- 1915 : Vieux Thann, comédie en trois actes de Louis d'Hée, au théâtre du Vaudeville (14 août) : l'abbé Mathis
- 1916 : La Dame du Commissaire, vaudeville de Victor de Cottens et Pierre Veber, au Ba-Ta-Clan (février) : Pingoin
- 1916 : Un Lycée de jeunes filles, opérette en quatre actes et trois tableaux d'Alexandre Bisson, musique de Louis Gregh, au Ba-Ta-Clan (25 mars)
- 1916 : Et après ?, revue en vingt tableaux de Celval[14] et Charley[15], musique de Roger Guttinguer, au Ba-Ta-Clan (avril) : le poilu Godasse[16]
- 1919 : Champignol malgré lui, comédie en trois actes de Georges Feydeau et Maurice Desvallières, au théâtre Cluny (20 janvier) : Champignol
- 1919 : L'Héritier du Bal Tabarin, vaudeville en trois actes de Nicolas Nancey, au théâtre Cluny (mars) : Longuebois
- 1921 : La Petite bonne d'Abraham, opérette légère en trois actes d'André Mouëzy-Eon et Félix Gandéra, musique de Marcel Pollet, au théâtre du Moulin-Bleu (22 juillet)
- 1921 : Peg de mon cœur, comédie en trois actes de John Hartley Manners, adaptation d'Yves Mirande et Maurice Vaucaire, au théâtre du Vaudeville (3 septembre) : Hawkes
- 1922 : Atout ... Cœur !, comédie en trois actes de Félix Gandéra, au théâtre de l'Athénée (17 mars) : Le Huchard-Berdot[17]
- 1922 : Dis qu' c'est toi !, comédie-vaudeville de Jacques Bousquet et Henri Falk au théâtre Marigny (novembre)
- 1923 : Rendez-moi ce petit service, comédie en trois actes d'Alex Madis, à la Comédie-Caumartin (décembre) : le maître d'hôtel
- 1924 : La Fleur d'oranger, comédie en trois actes d'André Birabeau et Georges Dolley, à la Comédie-Caumartin (2 février) : Birbat
- 1924 : Le Singe qui parle, comédie en trois actes de René Fauchois, mise en scène de René Rocher, à la Comédie-Caumartin (9 octobre) : Dardar
- 1925 : Amours, délices, comédie en trois actes de Georges Dolley et Albert-Jean, à la Comédie-Caumartin (avril)
- 1925 : Un déjeuner de soleil, comédie en trois actes d'André Birabeau, mise en scène de René Rocher, à la Comédie-Caumartin (16 mai) : Fleury-Vallée
- 1925 : Les Baisers de Panurge, comédie en trois actes de Romain Coolus et André Rivoire, à la Comédie-Caumartin (octobre) : M. Buffard[18]
- 1927 : Le Croupier de la troisième table, comédie en trois actes de Jean Guitton et André Barde, au théâtre Michel (21 février) : Cruchet
- 1927 : Nicole et sa Vertu, comédie en trois actes de Félix Gandéra, au théâtre de l'Athénée (décembre)
- 1928 : J'ai tué, pièce de Léopold Marchand, mise en scène de René Rocher, au théâtre Antoine (6 octobre) : M. Transon
- 1928 : Une tant belle fille, pièce de Jacques Deval, au théâtre Antoine (28 novembre) : Eugène
- 1929 : L'Amoureuse aventure, pièce de Paul Armont et Marcel Gerbidon, mise en scène de Jacques Baumer, au théâtre Edouard VII (17 janvier) : Touzet
- 1930 : Le gendarme est sans pitié, comédie en un acte de Georges Courteline et Edouard Norès, au théâtre Antoine (12 novembre) : l'Huissier de justice
- 1931 : Bourrachon, comédie en trois actes de Laurent Doillet[19], mise en scène de René Rocher, au théâtre Antoine (18 mai) : M. Bruneau
- 1932 : Le Plancher des vaches, comédie en trois actes et quatre tableaux de Jean Sarment, au théâtre Antoine (janvier) : M. Henri, le maître d'hôtel
- 1933 : Le Moulin de la Galette, pièce d'André Pascal, au théâtre Antoine (janvier) : Bernard Martin
- 1934 : Crépuscule du théâtre, pièce en trois actes et huit tableaux d'Henri-René Lenormand, au théâtre des Arts (décembre) : le vieux cabotin
- 1943 : Les Plus beaux yeux du monde, pièce de Jean Sarment au théâtre du Vieux-Colombier (avril)

### Comme auteur
- 1912 : Napoléon détective, pièce en cinq actes et huit tableaux, en collaboration avec Raphaël Adam et Lina De Beer, au théâtre de Belleville (18 février)

## Carrière au cinéma
- 1912 : Tire-au-flanc réalisé par Georges Lordier d'après la pièce d'André Mouëzy-Eon et André Sylvane : Joseph Turlot
- 1917 : Babylas marraine, d'Alfred Machin
- 1923 : Petit ange et son pantin de Luitz-Morat
- 1924 : Le Loup-garou de Pierre Bressol et Jacques Roullet : Goume
- 1924 : La Cité foudroyée de Luitz-Morat : le baron de Vrécourt
- 1931 : L'Amoureuse Aventure de Wilhelm Thiele : Monsieur Touzet
- 1933 : Les Deux Orphelines de Maurice Tourneur : le satyre
- 1933 : La Robe rouge de Jean de Marguenat : Bunerat
- 1935 : Roi de Camargue de Jacques de Baroncelli
- 1935 : Le Diable en bouteille de Heinz Hilpert et Reinhart Steinbicker
- 1935 : Les Époux célibataires de Jean Boyer et Arthur Robison
- 1936 : American-Bar d'Andrew Brunelle
- 1936 : Rigolboche de Christian-Jaque : le danseur
- 1941 : Le Diamant noir de Jean Delannoy
- 1946 : Mission spéciale de Maurice de Canonge